# It's Too Late (canción de Evermore)
«It's Too Late» es el primer sencillo de Evermore, extraído de su álbum debut Dreams, publicado en 2004 por el sello discográfico Warner Music.
La canción formó parte de la banda sonora de The OC Mix 2 como un bonus track de único lanzamiento en Australia. También incluye las ediciones de Australia y Nueva Zelanda de SingStar Pop. Una versión remezclada por el DJ australiano Dirty South, renombrado bajo el título It's Too Late (Ride on) fue lanzado como sencillo en agosto de 2006.
En Australia, la canción se posicionó en el puesto #14 en el Triple J Hottest 100 de 2004.

## Lista de canciones
Todas las canciones escritas y compuestas por Evermore. 
| CD sencillo / iTunes EP |                     |          |  |
| N.º                     | Título              | Duración |  |
| 1.                      | «It's Too Late»     | 3:58     |  |
| 2.                      | «Flow»              | 5:21     |  |
| 3.                      | «It's Only Love»    | 4:00     |  |
| 4.                      | «Down In Splendour» | 3:28     |  |

## Posición en las listas de It's Too Late
| Año  | Lista                            | Mejor posición |
| ---- | -------------------------------- | -------------- |
| 2004 | Australia (Triple J Hottest 100) | 14             |
| 2004 | Australia (ARIA)                 | 16             |

## Personal
- Jon Hume - vocales, guitarra
- Peter Hume - vocales, teclados, bajo
- Dann Hume - vocales, batería

## It's Too Late (Ride on)

### Lista de canciones
CD sencillo / iTunes single
1. «It's Too Late» (Ride on)» – 3:04
2. «It's Too Late (Ride on)» (Dirty South Remix) – 6:32
3. «It's Only Love» – 4:00
4. «Down In Splendour» – 3:28

Descarga digital
1. «It's Too Late (Ride On)» (Radio Edit) – 3:04
2. «It's Too Late (Ride On)» (Original Remix) – 6:36
3. «It's Too Late (Ride On)» (Deck Raiders Remix) – 7:13
4. «It's Too Late (Ride On)» (Kris Menace Remix) – 4:54
5. «It's Too Late (Ride On)» (The Disco Boys Remix) – 7:28

### Posicionamiento en listas de It's Too Late (Ride on)
| Año  | Lista                             | Mejor posición |
| ---- | --------------------------------- | -------------- |
| 2006 | Australia (Australian Club Chart) | 1              |
| 2006 | Bélgica (Flandes) (Ultratop 50)   | 55             |
| 2006 | Francia (SNEP)                    | 69             |
| 2006 | Países Bajos (Dutch Top 40)       | 42             |

## Historial de lanzamientos
| Región         | Fecha                    | Sello                           | Formato              | Catálogo   |
| -------------- | ------------------------ | ------------------------------- | -------------------- | ---------- |
| Australia      | 2 de agosto de 2004      | East West Records, Warner Music | CD, Descarga digital | 5046743322 |
| Estados Unidos | 7 de agosto de 2006      |                                 | CD, Descarga digital |            |
| Australia      | 25 de septiembre de 2006 | Warner Music                    | Descarga digital     | -          |